# Yoann Gourcuff
Yoann Miguel Gourcuff (Ploemeur, 1986. július 11. – ) francia válogatott labdarúgó. 2009-ben az év labdarúgójának választották Franciaországban.

## Pályafutása

### Klubcsapatban
Ploemeurben született breton szülők gyermekeként. Hat évesen, 1992-ben kezdte a labdarúgást a Lorient utánpótlásában. 2001-ben került a Rennes korosztályos együtteséhez, ahol 2003-ig játszott. A felnőtt csapatban 2003 és 2006 között szerepelt. 2006-ban leigazolta az AC Milan, melynek tagjaként 2007-ben bajnokok ligáját, UEFA-szuperkupát és klubvilágbajnokságot nyert, bár nem lépett pályára egyik döntőben sem. A 2008–09-es idényben kölcsönadták a Girondins Bordeaux-nak és hozzásegítette csapatát a bajnoki cím megszerzéséhez, amivel megdöntötték az Olympique Lyon hét éves rekordját. A 2009–10-es idényben is a Bordeaux-t erősítette. 2010 és 2015 között az Olympique Lyon játékosa volt, mellyel 2012-ben megnyerte a francia kupát és a szuperkupát. 2015 és 2018 között a Rennes együttesében játszott. A 2018–19-es idényben csak néhány mérkőzésen lépett pályára a Dijon színeiben és megsérült. 2020 októberében az édesapja jelentette be, hogy Yoann befejezte a pályafutását.

### A válogatottban
2005-ben U19-es Európa-bajnokságot nyert. 2006 és 2008 között szerepelt a francia U21-es válogatottban. 2008 és 2013 között 31 alkalommal szerepelt a francia válogatottban és 4 gólt szerzett. Részt vett a 2010-es világbajnokságon, ahol az Uruguay és a Dél-Afrika elleni csoportmérkőzésen is kezdőként lépett pályára. Utóbbi találkozón a 25. percben kiállították.

## Sikerei
AC Milan
- UEFA-bajnokok ligája (1): 2006–07
- UEFA-szuperkupa (1): 2007
- FIFA-klubvilágbajnokság (1): 2007

Girondins Bordeaux
- Francia bajnok (1): 2008–09
- Francia ligakupagyőztes (1): 2008–09
- Francia szuperkupagyőztes (2): 2008, 2009

Olympique Lyon
- Francia kupagyőztes (1): 2011–12
- Francia szuperkupagyőztes (1): 2012

Franciaország U19
- U19-es Európa-bajnok (1): 2005

Egyéni
- A hónap  játékosa a Ligue 1-ben (2): 2006 március,[13] 2009 április[14]
- A szezon játékosa a Ligue 1-ben (1): 2008–09[15][16]
- Az év francia labdarúgója (1): 2009